# Cratere Reynolds
Reynolds  è un cratere sulla superficie di Marte.